# Vehlovice
Vehlovice je ves na vyvýšenině nad pravým břehem Labe, od roku 1960 součást města Mělníka. Jsou jedním ze dvou katastrálních území, ze kterých se skládá město Mělník, evidenčně se však město na části nečlení, tj. pro celé území města se užívá pouze jedna řada čísel popisných. Součástí Vehlovic jsou i viniční usedlosti Velký Koráb (památkově chráněná, v havarijním stavu), Malý Koráb, Trojslava (zřícenina) a osada Kozí Rokle.
Nacházejí se přibližně 5,5 kilometru severně od středu města. Na sever od Vehlovic leží osada Malý Liběchov, součást města Liběchova, na západ, na protějším (levém) břehu Labe, obec Dolní Beřkovice, na východ od vsi najdeme poměrně rozsáhlé neosídlené území, jež tvoří okolí dvora Rymáň (přírodní park Rymáň). V okolí vsi se v minulosti intenzivně pěstovala vinná réva. Nachází se zde chráněné území Vehlovické opuky.

## Dějiny
Jako samostatná obec a poddanská ves mají Vehlovice velmi dávnou historii. Podle archeologických nálezů lze nad pravým břehem Labe mezi Vehlovicemi a Liběchovem předpokládat přítomnost člověka již ve starší době kamenné (paleolitu). Svědčí o tom jednoduché nástroje vyráběné otloukáním říční valounů, jejichž stáří se odhaluje přibližně na čtvrt milionů let.
Kdy vznikly samotné Vehlovice, známé také jako Vehlohovice, není známo. Teprve ke konci 14. století, konkrétně k roku 1382, se objevuje první zmínka o jejich majiteli Mikši (Mikulášovi) z Vehlovic. Po jeho smrti přešly Vehlovice do tzv. odúmrť (neměl přímé dědice) do vlastnictví Mikuláše Beřkovského. Roku 1597 náležela ves ke statku Bechlínu a téhož roku ji koupil rytíř Sigmund Belvic z Nostvic. Ten pro účast na vzpouře českých stavů proti císaři Ferdinandu II. byl roku 1620 svého majetku zbaven a Vehlovice byly prodány tak jako mnohé jiné statky v okolí Polyxeně z Lobkovic.
Třicetiletá válka postihla zvláště těžce města a vesnice v Polabí, které trpělo nejvíce průchody saských, švédských a ovšem také císařských armád. Řeka Labe umožnila odvoz cenností z české země, a proto byly v jejím povodí dlouho drženy zejména švédské posádky, které vysávaly obyvatelstvo, vyhrožovaly výpalným a např. v Mělníku bořily domy, hradby a kostel sv. Ludmily. Důsledky třicetileté války se projevily i ve Vehlovicích, což dokládají údaje uvedené v berní rule. V tomto soupisu byli ve Vehlovicích zjištěni pouze 2 sedláci. Další statek byl pustý, od hospodáře opuštěný. Také chalupníci zde byli pouze 2 a dalších 3 chalupy byly rovněž opuštěné. Vrchnost se přirozeně snažila opuštěné usedlosti obsadit, ale pro nedostatek poddaných i na jiných panství to bylo velmi svízelné. Vehlovice se také nemohly pochlubit zvláště úrodnou půdou, ani lukami, které se v té době velmi cenily
Zato u každé usedlosti byla vinice. Výhodná poloha strání nad Labem, vystavených slunečním stráním a chráněným před severními větry, vedlo k zakládání větších vinic, vinařských lisů a také k hloubení nezbytných studní. Mezi železniční tratí a státní silnicí v úseku Mělník–Liběchov byly založeny vinice, které jsou známy pod jménem Koráb a Ferdinanda, při níž je dosud patrná kaple sv. Jana Nepomuckého (zasvěcení souvisí nepochybně s blízkostí vodního toku – Labe). I názvy těchto vinic se v průběhu věků měnily, většinou podle jmen majitelů. Vpravo od státní silnice ve směru na Liběchov je vinice Trojslava se dvěma budovami. V jedné z nich býval vinařský lis a jsou zde hluboké sklepy. Za Trojslavou dále k Liběchovu jsou dvě osamělá stavení zvaná Krechtecká. K těmto vinicím ještě na pravé straně silnice směr na Liběchov přičíst vinici s názvem Velclovka. Patřila pravděpodobně mělnické rodině Velclově.
Vehlovice prosluly kromě vinohradů též lomy na opukový kámen, který se pro svou kvalitu používal v širokém okolí na namáhavější prvky staveb, jako jsou překlady, nároží, dlažby apod. Pozůstatky této činnosti jsou dodnes patrné a budí svou technikou dobývání kamene pozornost.
Vehlovická obec patřila k liběchovské farnosti, kde také bývali pohřbíváni její osadníci. Rovněž do školy chodívala vehlovická mládež do Liběchova – byla to ovšem škola německá. Od roku 1820 byla zřízena na Vehlovicích filiální (poboční) škola, učilo se ovšem po jednotlivých staveních. Teprve od roku 1876 byla na Vehlovicích vystavěna školní budova (liběchovký vlastenecký farář Filip Čermák na její postavení věnoval 700 zlatých). V roce 1890 byl ve Vehlovicích založen čtenářský spolek, který měl již při svém založení 50 členů. Vlastnil 160 knih a jeho zásluhou byly odebírány časopisy Matice lidu, Matice hospodářská a další. Vehlovický čtenářský spolek měl odezvu i v širším okolí. Do Vehlovic si chodily vypůjčovat knihy až z Velkého Borku a stali se tam dokonce členy zmíněného spolku. Roku 1897 jim posloužily stanovy tohoto spolku pro založení Čtenářské besedy ve Velkém Borku. Vehlovice tak přispívaly k národnímu obrození venkova, které se poněkud opožďovalo za národním ruchem ve městech.
Vehlovice byly velkou oporou českého národního vědomí na hranici území s převahou německého obyvatelstva nejen v devatenáctém, ale hlavně v dvacátém století, kdy se staly po smutných událostech kolem Mnichova hraniční obcí. Po záboru českého pohraničí hitlerovskými vojsky padlo staleté spojení s liběchovskou farností a problémy byly i s příslušností k liběchovskému hřbitovu. Proto se rozhodli vehlovičtí občané zřídit na svém katastru vlastní hřbitov. K jeho vysvěcení došlo dne 18. června 1939 a dnes je to tedy nejmladší mělnický hřbitov. Do novodobých dějin se Vehlovice také zapsaly srážkou vlastenců s německými jednotkami postupujícími na Mělník. Statečný odpor proti německé armádě, před postupující sovětskou a polskou armádou, nemohl skončit jinak než oběti na české straně. Svědčí o tom památník v místech tohoto střetu.
Samotnou kapitolů vehlovické historie je zásobování vodou. Paní Libuše Feiglová zachytila ve svých vzpomínkách, kromě jiných zajímavých poznatků, celkem 11 studní, z nichž se většinou okovem vážila voda. Velké množství studní je dáno opukovým podložením obce, které nedávalo naději, že se narazí na pramen, a proto bylo nutné kopat studny. Studna pod kapličkou měla původně 65–70 m hloubky i další studny, pokud neleží u Labe (vinice Koráb a Ferdinanda), byly velmi hluboké. Potíže s obstaráváním vody pro lidi i pouhý dobytek odstranila až výstavba obecního vodovodu v roce 1922.
Dle Ottovy encyklopedie dříve platilo „ves v Čechách nad Labem, hejtm. a okr. Mělník, fara a pš. Liběchov; 129 d., 632 obyv. č., 4 n. (1900), 2tř. šk., kaple sv. Jana, vinice, pleteni košův a lomy na »vehlovickou« opuku.“ Dnem 1. července 1960 se staly Vehlovice součástí města Mělníka.

## Současnost vsi
Je zde fotbalové hřiště (těsně vedle Vehlovické opuky), kde sídlí TJ Liaz Vehlovice. Je zde část revíru Labe 14 MO Mělník a Vehlovská tůň, která je součástí revíru Labe 14 A MO Mělník kam zapadá ještě Hadík, Baraba (pískovna), Mlazické tůně (jsou 3) a Sidonka.
Na vrcholu kopce je hřbitov. Jsou zde také dvě hospody. U kapličky se nachází dětské hřiště a studna. V kapličce se každoročně o Vánocích a silvestru koná zábava, kterou pořádá VEKAP (sdružení Vehlovská kaplička).
V Rokelském dole severovýchodně od vsi je motokrosová dráha.

## Pamětihodnosti
- kaplička ve středu vsi
- kříž na rozcestí Vehlovské ulice a cesty pod kapličkou
- kříž na rozcestí v jihovýchodní části vsi (ulice Střemská a V Kroupovci)
- pomník padlým v dolní části vsi (na trávníku u křižovatky ulic Vehlovská a Rumburská)
- historická regionální zděná venkovská zástavba
- historické dláždění některých ulic
- viniční domy Velký Koráb (s kaplí sv. Jana Nepomuckého; památkově chráněn, v havarijním stavu), Malý Koráb a Trojslava
- historické vinice (většinou zpustlé) s opukovými ohradními zídkami
- bývalé věhlasné opukové lomy a skalky (část chráněna jako PP Vehlovické opuky)

## Doprava
Vehlovicemi prochází silnice I/9 ze Zdib směrem na Rumburk v úseku Mělník - Česká Lípa. Nachází se zde železniční trať 072 v úseku Mělník-Mlazice - Liběchov

## Fotogalerie

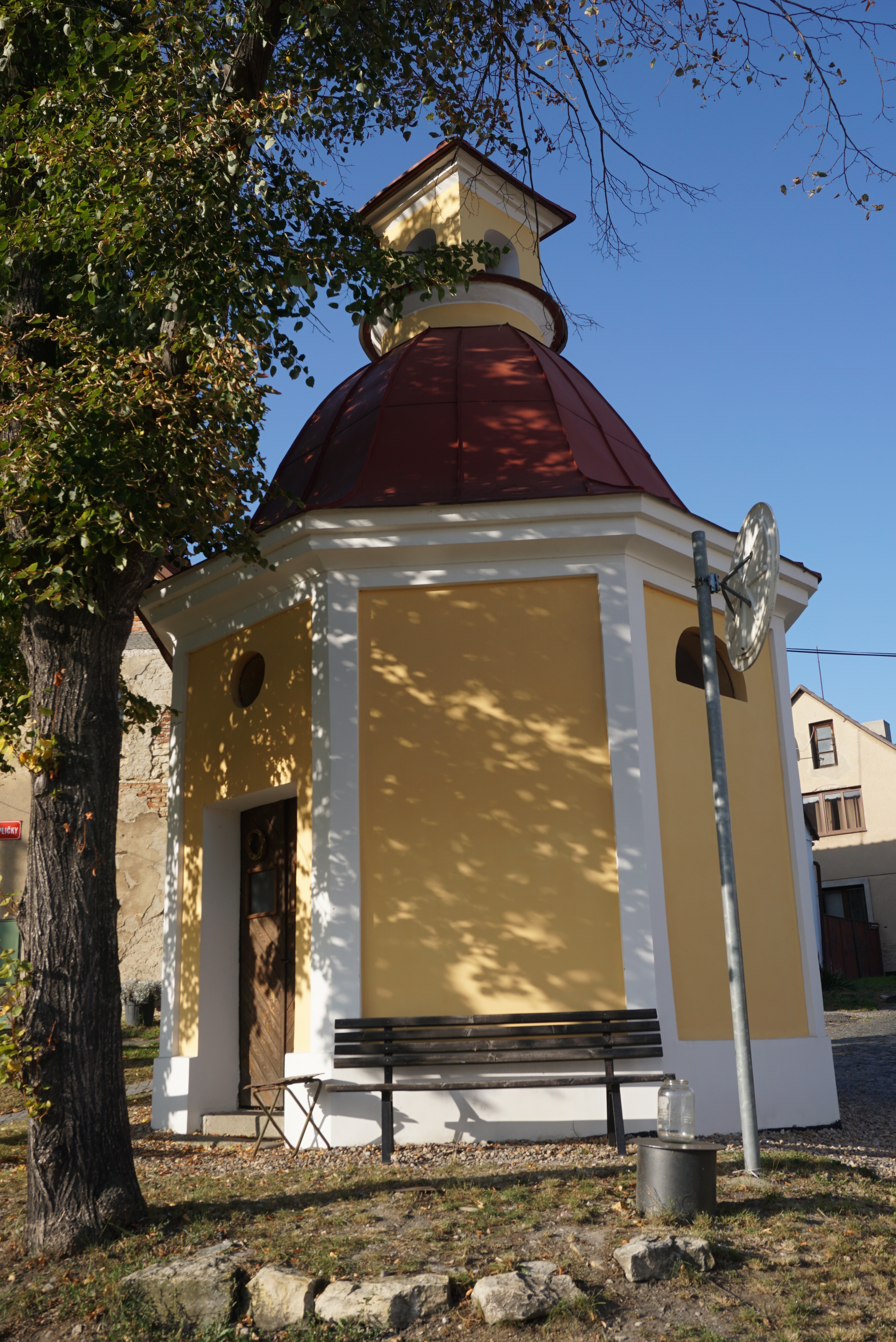
kaple
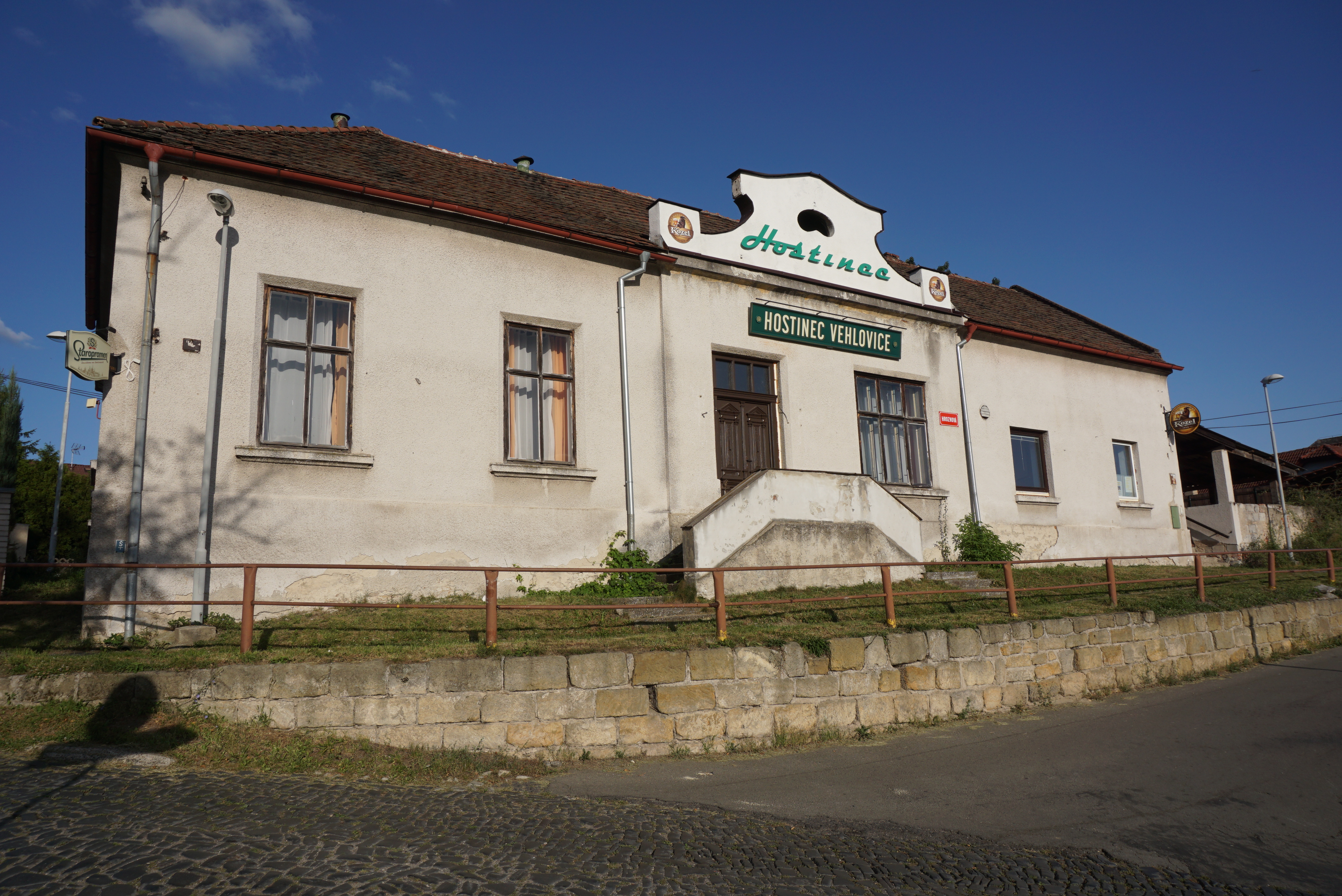
hostinec
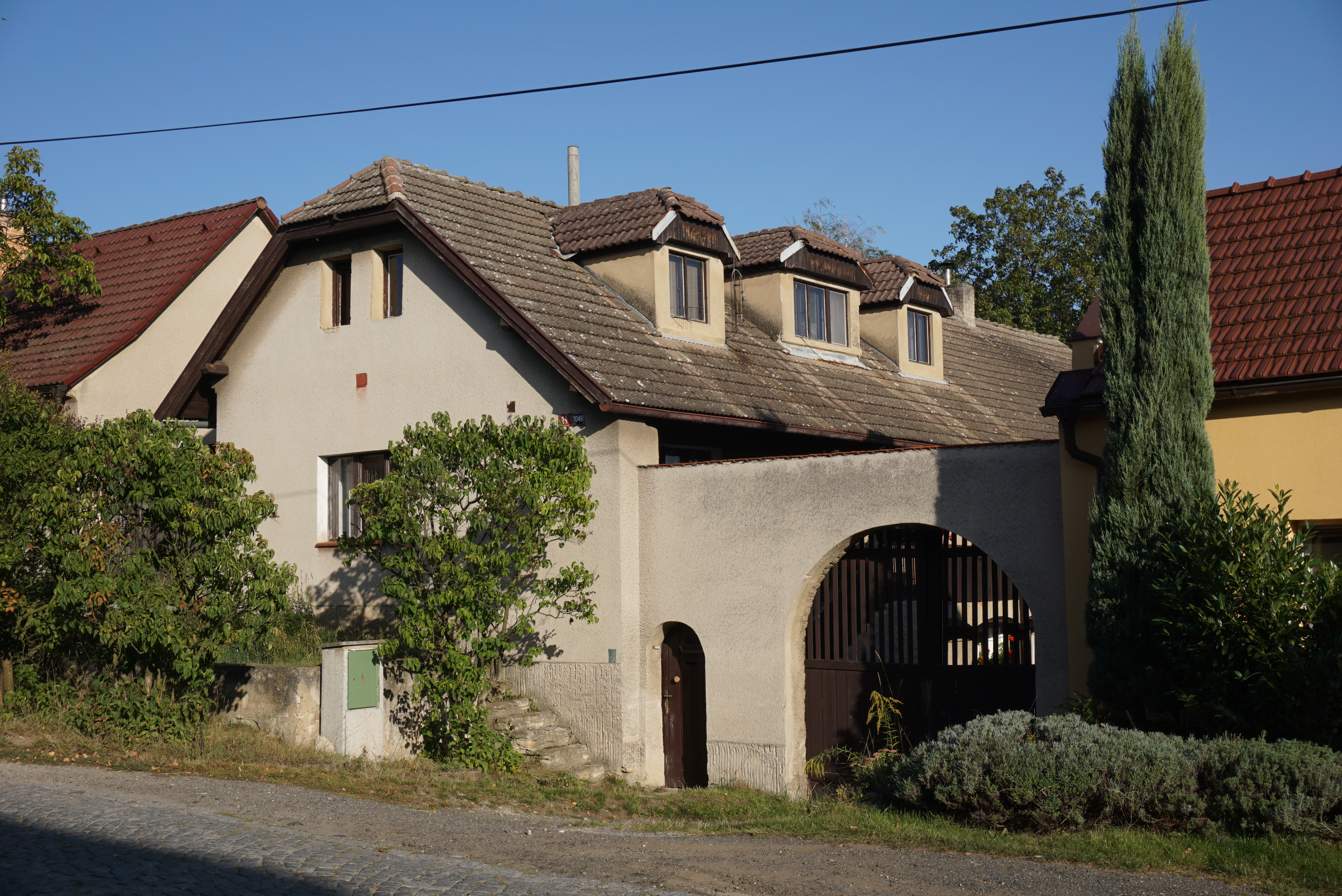
jeden ze statků ve vsi
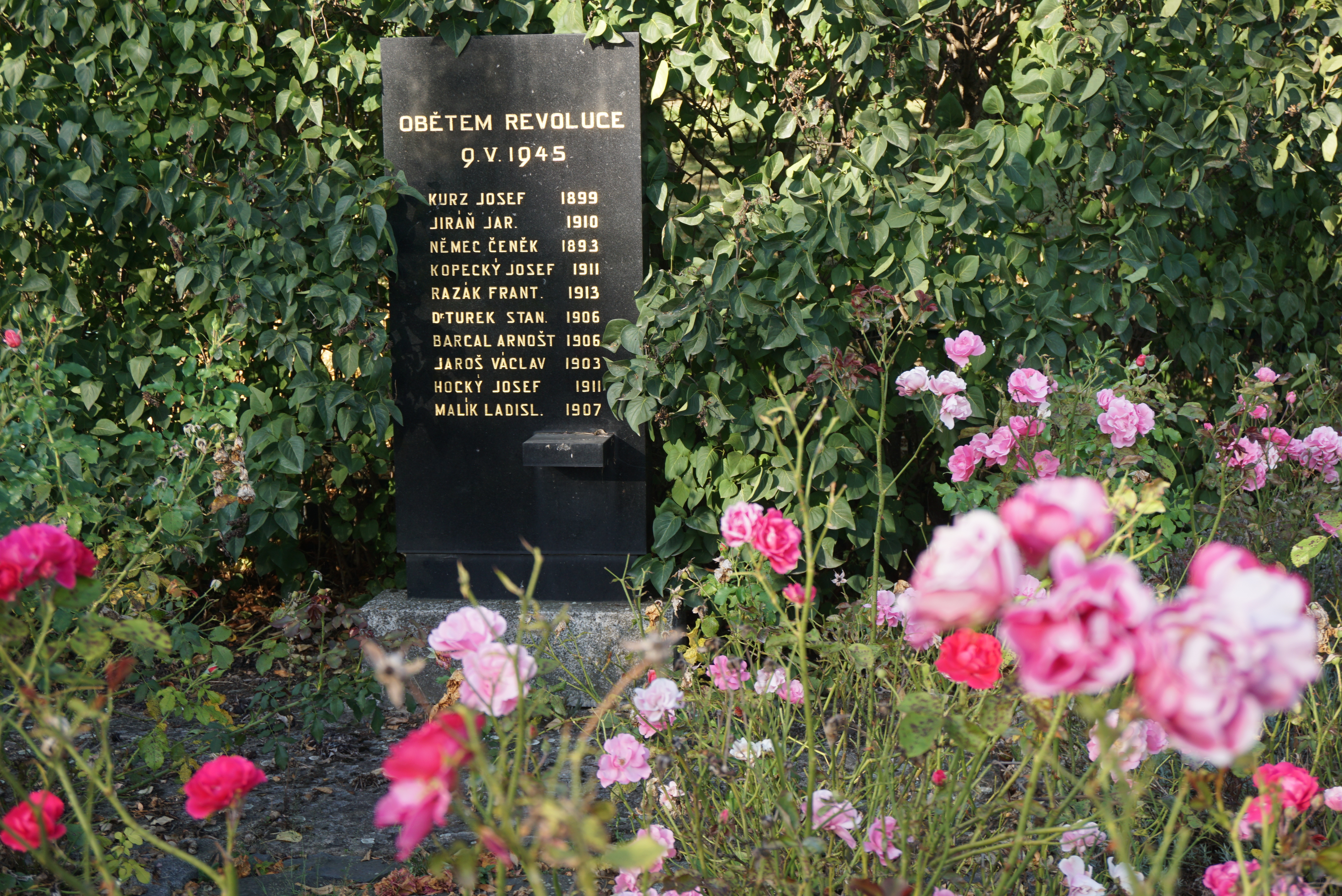
pomník padlým v květnové revoluci
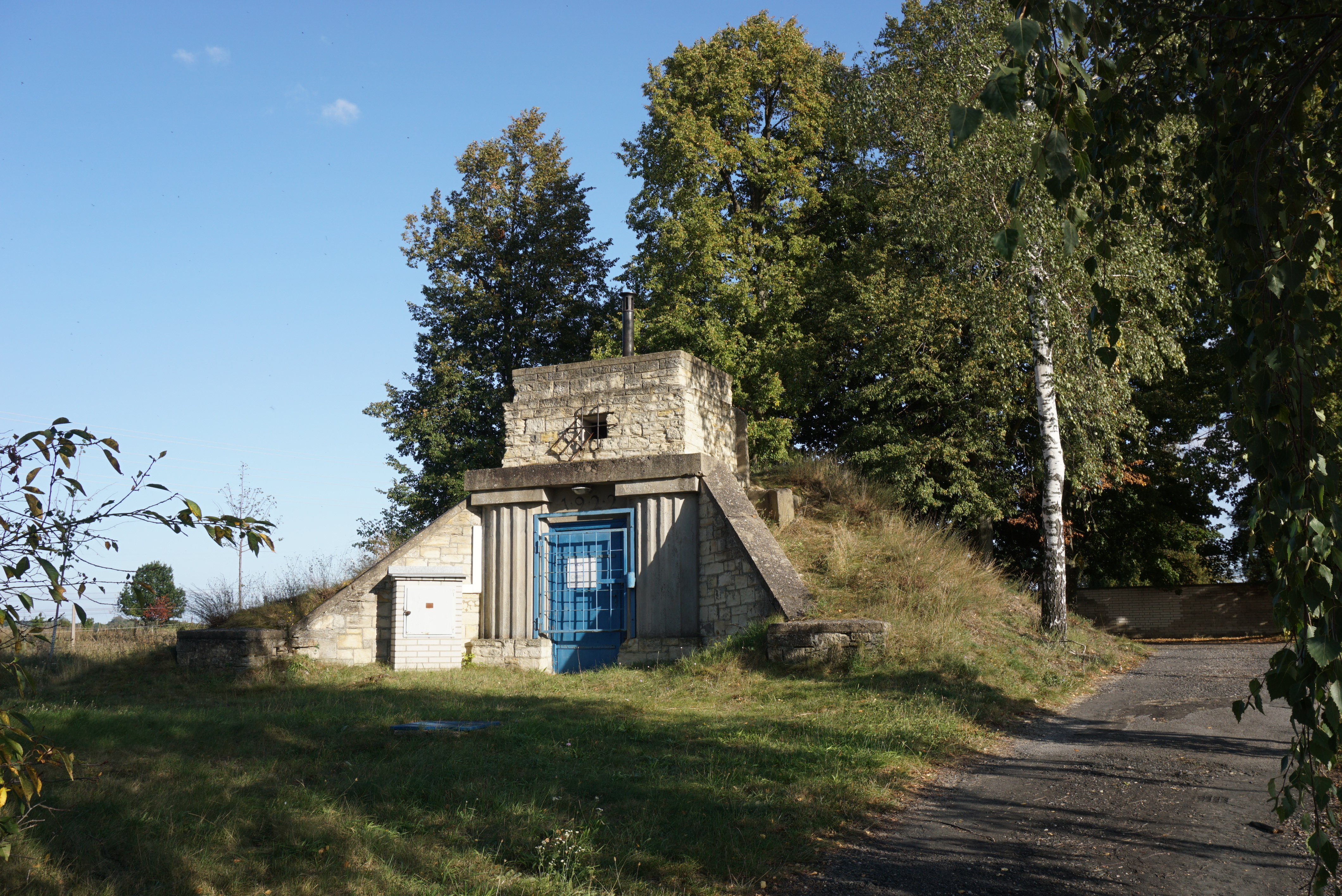
vodojem u hřbitova
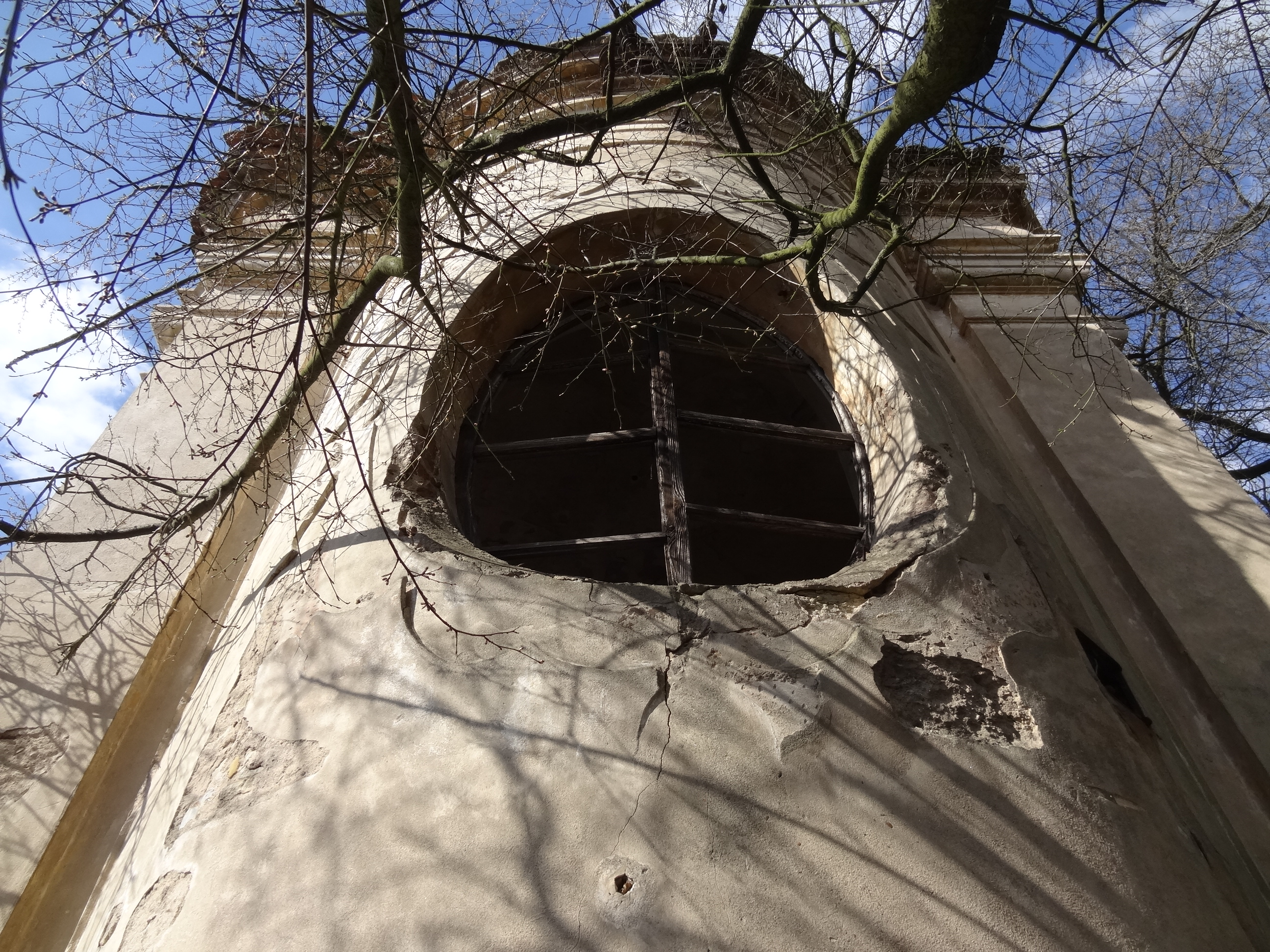
zchátralá kaple sv. Jana Nepomuckého při viniční usedlosti Velký Koráb